# کلاغ (مجموعه تلویزیونی)
کلاغ (به ترکی استانبولی: Kuzgun) یک مجموعه تلویزیونی ترکی در ژانر عاشقانه و خانوادگی، به نویسندگی بورجو گورگون توپتاش و اوزلم ییلماز و به کارگردانی بهادر اینجه است که از ۱۳ فوریۀ ۲۰۱۹ پخشش را از استار تی‌وی آغاز کرد. از بازیگران این مجموعه می‌توان به باریش آردوچ، بورجو بیریجیک، اونور سایلاک، خدیجه اصلان و آهسن اراوغلو اشاره کرد. پخش این سریال در ۱۶ اکتبر ۲۰۱۹ پایان یافت.

## خلاصۀ داستان
داستان از کودکی دیلا و کوزگون (کلاغ) شروع می‌شود... پدران دیلا و کوزگون هر دو یک مأمور پلیس هستند اما یک روز پدر دیلا به پدر کوزگون خیانت می‌کند و پدر کوزگون به زندان می‌رود. حالا بعد بیست سال، دیلا و کوزگون بزرگ شده‌اند کوزگون با یک اسم و هویت جدید وارد شهر می‌شود تا بتواند انتقام پدرش را بگیرد، اما در بین راه به عشق بچگی خود (دیلا) برخورد می‌کند که یک وکیل موفق شده‌است.

## بازیگران و شخصیت‌ها

### شخصیت‌های اصلی
| بازیگر           | شخصیت            | قسمت  |
| ---------------- | ---------------- | ----- |
| باریش آردوچ      | کوزگون جبجی      | ۱-۲۱  |
| بورجو بیریجیک    | دیلا بیلگین/جبجی | ۱-۲۱  |
| خدیجه اصلان      | مریم جبجی        | ۱-۲۱  |
| احسن اراوغلو     | کومرو جبجی       | ۱-۲۱  |
| جانر شاهین       | کارتال جبجی      | ۱-۲۱  |
| آیتک شایان       | علی بیلگین       | ۱-۲۱  |
| ایپک اردم        | شرمین بیلگین     | ۱-۲۱  |
| دریا بشرلر       | سدا بیلگین       | ۱-۲۱  |
| فریت کایا        | جهان             | ۷-۲۱  |
| نیلپری شاهین‌کایا | گونش             | ۱۷-۲۱ |
| تولای گونال      | نشه              | ۱۷-۲۱ |
| اونور سایلاک     | فرمان کورواعلو   | ۱۷-۲۱ |

### شخصیت‌های کمکی
| بازیگر                | شخصیت                    | قسمت |
| --------------------- | ------------------------ | ---- |
| ستار تانریوقن         | درویش جوهری/بهرام آدیوار | ۱-۱۶ |
| لونت اولگن            | ریفات بیلگین             | ۱-۱۶ |
| احمد وارلی            | بورا                     | ۱-۱۱ |
| هانده دیلان هانجه     | فوسون                    | ۱-۲۱ |
| اورهان اشکین          | نادر                     | ۱-۲۱ |
| ییعیت چاکر            | زکی                      | ۱-۲۱ |
| متهان پاریلتی         | کوزگون (کودکی)           | ۱-۲۱ |
| نیسا سوفیا آکسونگور   | دیلا (کودکی)             | ۱-۲۱ |
| آلمینا قهرمان         | دفنه اوعور               | ۱-۲۱ |
| سو بورجو یازگی جوشکون | ناز                      | ۱-۲۱ |
| باران آکبولوت         | یوسف                     | ۱-۲۱ |
| امره کنتمن‌اعلو        | ریفات (جوانی)            | ۱-۲۱ |
| بهار کریم‌اعلو         | سلطان                    | ۱-۲۱ |
| امل دده               | مریم (جوانی)             | ۱-۲۱ |
| فرات سورملی           | آیهان (جوانی)            | ۱-۴  |
| راجی دوراک            | شرف (جوانی)              | ۱-۴  |
| آردا شاهین            | علی (کودکی)              | ۱-۲۱ |
| مرت اینجه             | کارتال (کودکی)           | ۱-۲۱ |
| داملا جانکورت         | کومرو (کودکی)            | ۱-۲۱ |

## تقویم پخش
| فصل   | روز و ساعت پخش | شروع فصل        | پایان فصل              | تعداد قسمت‌های پخش شده | محدوده قسمت | فصل تلویزیون | کانال تلویزیون |
| ----- | -------------- | --------------- | ---------------------- | --------------------- | ----------- | ------------ | -------------- |
| فصل ۱ | چهارشنبه ۲۰:۰۰ | ۱۳ فوریه ۲۰۱۹   | ۲۹ مه ۲۰۱۹             | ۱۶                    | ۱-۱۶        | ۲۰۱۹         | استار تی‌وی     |
| فصل ۲ | چهارشنبه ۲۰:۰۰ | ۱۸ سپتامبر ۲۰۱۹ | ۱۶ اکتبر ۲۰۱۹ (پایانی) | ۵                     | ۱۷-۲۱       | ۲۰۱۹         | استار تی‌وی     |